# Petra Zsankó
Petra Zsankó (* 18. Februar 2001 in Szombathely) ist eine ungarische Radrennfahrerin.

## Sportlicher Werdegang
Petra Zsankó begann ihre internationale Karriere im Radsport 2023 beim  Massi-Tactic Women Team, mit dem sie überwiegend bei Rennen in Österreich durch mehrere Podiumsplatzierungen auf sich aufmerksam machte. 2024 startete sie für den RC ARBÖ-ASKÖ Rapso Knittelfeld. Mit dem Gewinn der Poreč Trophy auf internationaler Ebene und dem Gewinn der ungarischen Meisterschaften im Einzelzeitfahren auf nationaler Ebene konnte sie im Verlauf der Saison ihre ersten Siege einfahren. Zudem gewann sie bei den Studenten-Weltmeisterschaften die Goldmedaillen im Einzelzeitfahren und im Kriterium.
Zur Saison 2025 erhielt Zsankó einen Vertrag beim UCI Women’s WorldTeam Ceratizit Pro Cycling. Im Juni 2025 wurde sie erneut ungarische Meisterin im Einzelzeitfahren sowie Vizemeisterin im Straßenrennen.

## Erfolge
2023
- Ungarische Meisterin – Einzelzeitfahren (U23)

2024
- Poreč Trophy Ladies
- Ungarische Meisterin – Einzelzeitfahren
- Studenten-Weltmeisterschaften – Einzelzeitfahren und Kriterium

2025
- Ungarische Meisterin – Einzelzeitfahren